# Ardoyne
Ardoyne (irski: Ard Eoin) četvrt je u sjevernom Belfastu, poznata po incidentima koji su se desili tijekom tzv. The Troubles u Sjevernoj Irskoj. Ardoyne je također poznat i kao turističko odredište jer se na njemu mogu vidjeti murali koji opisuju događaje tijekom sjevernoirskog sukoba.
Ova četvrt je naseljena katolicima i nacionalistima, i graniči s unionističkom četvrti Shankill Road, što je za posljedicu imalo veliki broj nasilnih akcija koji se ovdje odigrao. 
Između ovih četvrti sagrađen je zid. 
U Ardoyneu živi oko 6000 stanovnika, od kojih je 500 osuđeno na kaznu zatvora tijekom sjevernoirskog sukoba a 99 je umrlo. 
Ime naselja dolazi iz irskog jezika Ard Eoin.
Svake godine Oranski red maršira kroz Ardoyne što obično dovodi do uličnih nereda. Ulični neredi 2010. smatraju se najgorima otkad je potpisan Sporazum iz Belfasta. 
Sinn Fein je jako kritiziran kako se nosio s ovim pitanjem zadnjih godina.  